# Uharte-Arakil
Uharte-Arakil – gmina w Hiszpanii, w Nawarze, o powierzchni 38,05 km². W 2011 roku gmina liczyła 827 mieszkańców.